# 格里格山
格里格山（英語：Mount Grieg）是南極洲的山峰，位於亞歷山大一世島西南部，處於德羅契爾半島底部，海拔高度約800米，以挪威作曲家愛德華·格里格命名，現時由南極條約體系管理。
71°34′S 73°10′W / 71.567°S 73.167°W